# L'Innocent (film, 1993)
Pour les articles homonymes, voir L'Innocent et Innocent.

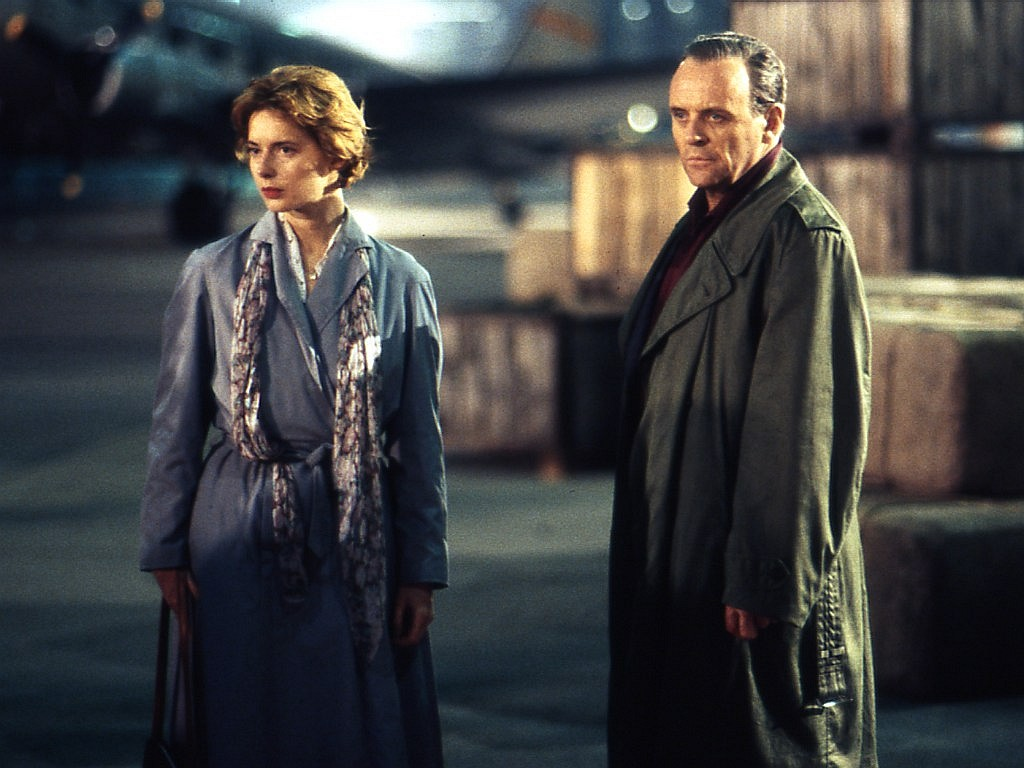
Isabella Rossellini et Anthony Hopkins lors du tournage de « L’Innocent »

L'Innocent est un film d'espionnage germano-britannique réalisé par John Schlesinger et sorti en 1993.

## Synopsis
Le film se déroule dans les années 1950 à Berlin, au cœur de la guerre froide. L'Opération Gold consiste à creuser un tunnel en dessous du secteur russe de Berlin.

## Fiche technique
- Titre original : The Innocent
- Titre allemand : ...und der Himmel steht still
- Réalisation : John Schlesinger
- Scénario : Ian McEwan
- Société de production :  Deutsche Film (DEFA), Lakeheart, Miramax
- Photographie : Dietrich Lohmann
- Musique : Gerald Gouriet, Anthony Hopkins
- Montage : Richard Marden
- Durée : 107 minutes
- Dates de sortie :
  - Allemagne : 16 septembre 1993
  - Royaume-Uni : 24 juin 1994
  - États-Unis :22 septembre 1995

## Distribution
- Anthony Hopkins (VF : Jean-Pierre Moulin) : Bob Glass
- Isabella Rossellini : Maria
- Campbell Scott : Leonard Markham
- Ronald Nitschke : Otto
- Hart Bochner : Russell
- James Grant : Macnamee
- Jeremy Sinden : Captain Lofting
- Richard Durden (VF : Michel Tugot-Doris) : Black
- Corey Johnson : Lou
- Richard Good : Piper
- Meret Becker : Ulrike